# Mastixis goniophora
Mastixis goniophora är en fjärilsart som beskrevs av George Francis Hampson. Mastixis goniophora ingår i släktet Mastixis och familjen nattflyn. Inga underarter finns listade i Catalogue of Life.